# Escalante (Utah)
Escalante è una città nella Contea di Garfield nello Utah. Secondo il censimento del 2000 gli abitanti erano 818.

## Nome
La città prese il nome da Silvestre Vélez de Escalante, un frate missionario francescano che per primo esplorò la regione.

## Storia
Nel 1776 Escalante ed il suo superiore Francisco Atanasio Domínguez lasciarono la città di Santa Fe con l'idea di raggiungere Monterey in California. Durante questo viaggio, passato alla storia come Spedizione Dominguez-Escalante, Escalante ed i suoi compagni attraversarono il Grand Canyon e furono i primi uomini bianchi ad entrare nello Utah.